# Chondrodactylus
Chondrodactylus — рід геконоподібних ящірок родини геконових (Gekkonidae). Представники цього роду мешкають в Африці на південь від Сахари.

## Види
Рід Chondrodactylus нараховує 6 видів:
- Chondrodactylus angulifer W. Peters, 1870
- Chondrodactylus bibronii (A. Smith, 1846)
- Chondrodactylus fitzsimonsi (Loveridge, 1947)
- Chondrodactylus laevigatus Fischer, 1888
- Chondrodactylus pulitzerae (Schmidt, 1933)
- Chondrodactylus turneri (Gray, 1864)

## Етимологія
Наукова назва роду Chondrodactylus походить від сполучення слів дав.-гр. χονδρος — жорсткий, зернистий і δακτυλος — палець.